# Березень 2016
Березень 2016 — третій місяць 2016 року, що розпочався у вівторок 1 березня та закінчився в четвер 31 березня.

## Події
- 1 березня Президент DFG Петер Штрошнайдер[de] вручив премію Лейбніца (2,5 млн євро) Марині Родніній за дослідження функцій рибосом. [1]
- 2 березня космічний корабель «Союз TMA-18M» із трьома космонавтами на борту успішно повернувся на Землю, на цьому закінчилася робота 46-ї експедиції на Міжнародній космічній станції[2].
- 4 березня Поліція затримала екс-президента Бразилії Луїса Інасіу Лулу да Сілву у рамках розслідування ймовірної корупції[3]
- 5 березня Папа Франциск зустрівся з членами синоду Української греко-католицької церкви на чолі з предстоятелем блаженнійшим Святославом[4]
- 8 березня Помер Джордж Генрі Мартін — відомий англійський музичний продюсер, що працював з Бітлз[5]
- 9 березня У Бангладеш зазнав катастрофи літак Ан-26 з українським екіпажем. Двоє громадян України загинуло[6]
- 9 березня — повне сонячне затемнення, яке спостерігали в північній та центральній частинах Тихого океану і в східній частині Індійського океану.
- 10 березня Іран зобовʼязали виплатити $11 млрд компенсації за теракти 11 вересня[7]
- 10 березня ЄС продовжив дію санкцій проти Росії[8]
- 10 березня Знайдена бактерія Ideonella sakaiensis, яка здатна ферментативно гідролізувати ПЕТ, найпоширінішу форму термопластичних пластмас[9]
- 12 березня Патрульні нової поліції склала присягу в Тернополі[10]
- 12 березня Колишній в'язень Освенціму визнаний найстарішою людиною планети[11]
- 13 березня в Анкарі (Туреччина) в результаті підриву замінованого автомобіля загинули 34 людини, 125 отримали поранення.
- 14 березня — з космодрому «Байконур» стартувала ракета, що доставить на Марс дослідні модулі — орбітальний апарат Trace Gas Orbiter і десантний модуль Schiaparelli. Планується, що на політ місії на Марс піде сім місяців.[12]
- 16 березня у Львові китаянка Хоу Іфань виграла Чемпіонат світу з шахів серед жінок в українки Марії Музичук.
- 16 березня Абелівська премія дісталася Ендрю Вайлсу за доведення Великої теореми Ферма. [13]
- 17 березня У Запоріжжі демонтували найбільший пам'ятник Леніну в Україні[14]
- 18 березня Помер Лесь Танюк (на фото), український режисер театру і кіно та громадський діяч[15]
- 19 березня пілотований космічний корабель «Союз ТМА-20М» доставив на борт Міжнародної космічної станції трьох космонавтів експедицій 47 і 48[16].
- 19 березня пасажирський літак Boeing 737—800, що здійснював рейс із міжнародного аеропорту Дубай у Ростов-на-Дону розбився при заході на посадку. Усі 55 пасажирів і 7 членів екіпажу загинули[17].
- 20 березня Барак Обама став першим президентом США, що відвідав Кубу після 1928 року[18]
- 22 березня У Брюсселі (Бельгія) відбулась серія вибухів, загинуло щонайменше 26 осіб, 146 осіб отримали поранення[19]
- 24 березня Опубліковані результати секвенованого геному гомінін з печери Сіма, знахідок датованих 430 тис. років. Наразі це найдавніший відомий геном давніх людей[20]
- 24 березня Гаазький трибунал засудив Радована Караджича до 40 років в'язниці[21]
- 25 березня Синтезовано бактерію JCV-syn3.0 з найменшим геномом, з яким може існувати вільноживучий організм, розміром у 531 тис. пар основ, що кодує 473 гени[22].
- 25 березня У результаті терористичного акту у місті Іскандарія (Ірак) загинула 41 людина, отримали поранення понад 100.
- 26 березня Втрачено зв'язок з космічним телескопом Astro-H через нез'ясовану причину[23]
- У ніч на 27 березня в Україні годинники перевели на одну годину вперед[24]
- 27 березня Сирійські урядові війська звільнили Пальміру від бойовиків ІДІЛ[25]
- 27 березня Берні Сандерс переміг Гілларі Клінтон на кокусах у Вашингтоні[26]
- 27 березня у результаті терористичний акту в Лахорі (Пакистан) загинуло 60 людей, поранено понад 300.
- 28 березня У Кишиневі відкрили музей радянської окупації[27]
- 28 березня — 3 квітня — чемпіонат світу з фігурного катання у Бостоні, США.
- 29 березня У Києві вручили найвищу театральну нагороду країни[28]
- 30 березня В Україні тривають Бурштинові війни. Внаслідок останнього зіткнення силовиків з бандформуваннями на Рівненщині поранено 10-ть поліцейських.
- 30 березня Встановлено, що людина флореська, або «гобіт», існувала на десятки тисяч років раніше, ніж попередньо вважалося, і ймовірно зникла під впливом діяльності людини сучасної[29]
- 30 березня У Монсо-ле-Мін (Франція) знайдені рештки пауковоподібної тварини Idmonarachne brasieri[en] віком 305 мільйонів років, яка є сестринською групою до павуків, проте не має павутинних бородавок[30]
- 30 березня Вчені виявили ознаки загибелі коралів Великого бар'єрного рифу[31]
- 31 березня:
  - Померла Заха Хадід — британська архітекторка і дизайнерка іракського походження, лауреат Прітцкерівської премії (2004)[32].
  - Нічне стояння — французький суспільний рух, що почався з 31 березня 2016 року у Франції проти неоліберального Закону про працю, висунутого урядом Соціалістичної партії Франції.